# Yang Yun (ginnasta)
Yang Yun (楊雲T, 杨云S, Yáng YúnP; Zhuzhou, 2 marzo 1984) è un'ex ginnasta cinese.

## Palmarès
| Anno | Manifestazione  | Sede   | Evento    | Risultato | Prestazione | Note |
| ---- | --------------- | ------ | --------- | --------- | ----------- | ---- |
| 2000 | Giochi olimpici | Sydney | Parallele | Bronzo    | 9.787 p.    |      |